# Lophophorus
Lophophorus es un género de aves galliformes de la familia Phasianidae conocidos vulgarmente como monales. Habitan regiones  montañosas de Asia.

## Especies
Se reconocen tres subespecies de Lophophorus:
- Lophophorus impejanus - Himalaya
- Lophophorus sclateri - Himalaya
- Lophophorus lhuysii - suroeste de China